# Cheminée La Vallée
L'usine de Vallée et la cheminée La Vallée, est une ancienne usine sucrière avec sa cheminée de l'île de La Réunion, département d'outre-mer français dans le sud-ouest de l'océan Indien. 
Située à La Vallée à Saint-Pierre, la cheminée est inscrite en totalité à l'inventaire supplémentaire des Monuments historiques depuis le 11 juillet 2002, ainsi que son terrain d’assiette et l'usine de Vallée, comprenant les bâtiments de l'usine sucrière, l'ancien bureau avec sa cloche, les anciennes argamasses, les bassins avec leurs installations hydrauliques et le parc du domaine, est inscrite par arrêté du 16 janvier 2023.